# Pema Gatshel
Pemagatshel est l'un des 20 dzongkhags qui constituent le Bhoutan.

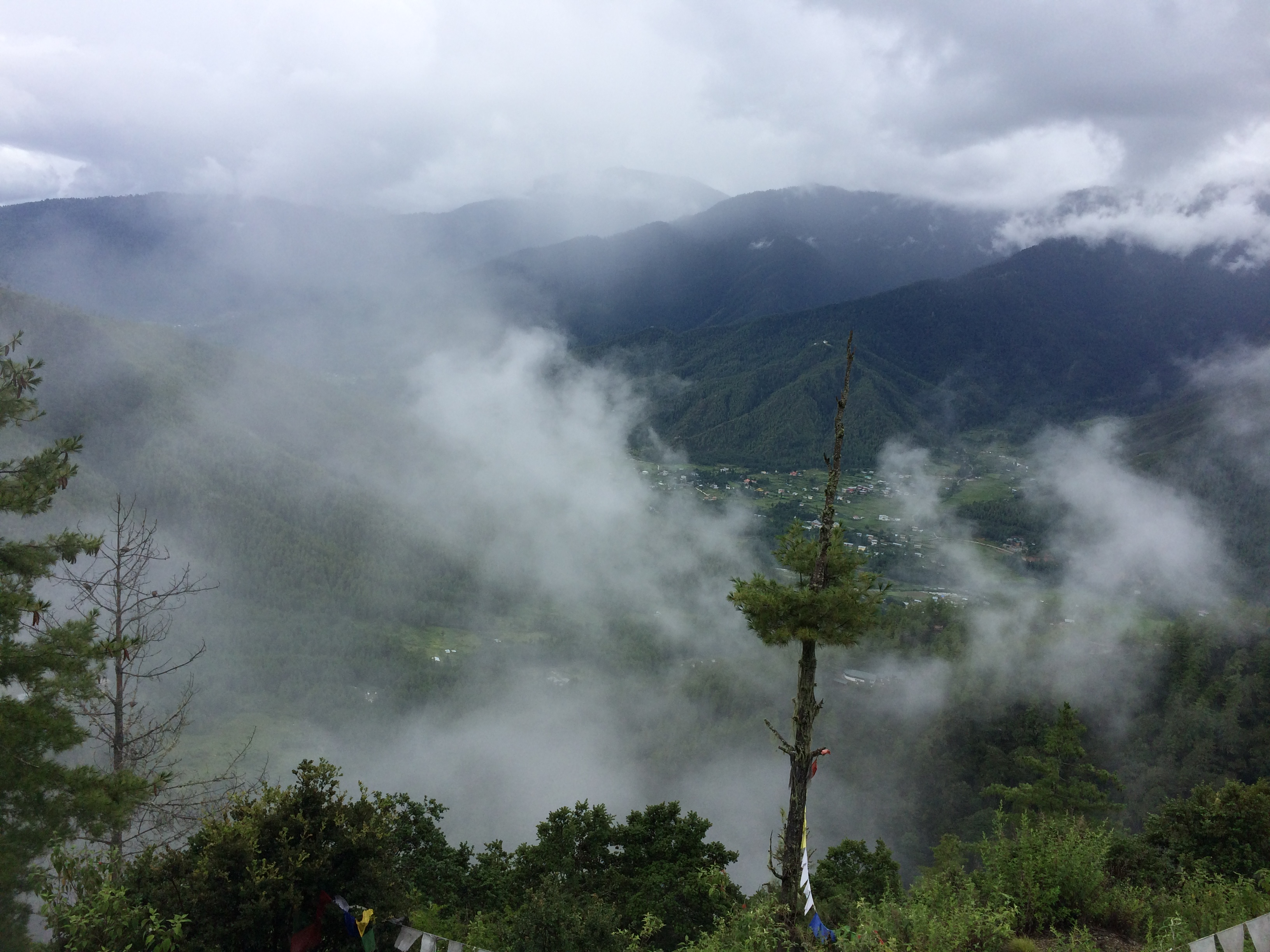
District de Pemagatshel – Vue

## Représentation à l'Assemblée Nationale
Le district comporte trois circonscriptions législatives. Les députés actuels sont Sangay Thinley, Yeshey Jamtsho et Lamdra Wangdi, tous issus du BTP.
| Code   | Nom           | Electeurs enregistrés |
| ------ | ------------- | --------------------- |
| NA0901 | Khar Yurung   | 9 032                 |
| NA0902 | Nanong Shumar | 8 809                 |
| NA0903 | Nganglam      | 6 662                 |

| Élection  | Circonscription | Circonscription | Circonscription  | Circonscription | Circonscription | Circonscription      | Circonscription | Circonscription | Circonscription |
| Élection  | NA0901          | NA0901          | NA0901           | NA0902          | NA0902          | NA0902               | NA0903          | NA0903          | NA0903          |
| Élection  | Parti           | Parti           | Député           | Parti           | Parti           | Député               | Parti           | Parti           | Député          |
| --------- | --------------- | --------------- | ---------------- | --------------- | --------------- | -------------------- | --------------- | --------------- | --------------- |
| 2008      |                 | DPT             | Zangley Dukpa    |                 | DPT             | Jigme Yoeser Thinley |                 | DPT             | Choida Jamtsho  |
| 2013      |                 | DPT             | Zangley Dukpa    |                 | DPT             | Jigme Yoeser Thinley |                 | DPT             | Choida Jamtsho  |
| 2018      |                 | DPT             | Tshering Chhoden |                 | DPT             | Lungten Namgyel      |                 | DPT             | Choida Jamtsho  |
| 2023-2024 |                 | BTP             | Sangay Thinley   |                 | BTP             | Yeshey Jamtsho       |                 | BTP             | Lamdra Wangdi   |